# Ausschuss für Umweltfragen, öffentliche Gesundheit und Lebensmittelsicherheit
Der Ausschuss für Umweltfragen, öffentliche Gesundheit und Lebensmittelsicherheit (englisch Committee on the Environment, Public Health and Food Safety, französisch Commission de l'environnement, de la santé publique et de la sécurité alimentaire, kurz ENVI) ist ein Ausschuss des Europäischen Parlaments. Ausschussvorsitzender ist seit Juli 2024 Antonio Decaro (PD/S&D).
Der Ausschuss ist zuständig für die Umweltpolitik, insbesondere für den Klimaschutz, den Kampf gegen Umweltverschmutzung, die nachhaltige Entwicklung, internationale Umweltschutzabkommen, Schutz der Bevölkerung vor Umweltschäden und die Zusammenarbeit zwischen dem Europäischen Parlament und der Europäischen Umweltagentur. Im Bereich der öffentlichen Gesundheit befasst er sich unter anderem mit pharmazeutischen und Kosmetikprodukten und mit der gesundheitlichen Vorsorge gegen Bioterrorismus und pflegt die Beziehungen zur Europäischen Arzneimittelagentur und dem Europäischen Zentrum für die Prävention und die Kontrolle von Krankheiten, den beiden zuständigen Agenturen der Europäischen Kommission. Im Bereich des Lebensmittelrechts beschäftigt sich der Ausschuss insbesondere mit den gesetzlichen Vorschriften bei der Herstellung von Nahrungsmitteln und mit der Verbraucherinformation auf Lebensmitteln.
Nachdem der Ausschuss in den 1990er Jahren noch kaum Bedeutung hatte und als „Aschenputtelausschuss“ galt, entwickelte er sich seitdem zu einem der wichtigsten Ausschüsse des Europäischen Parlaments. Dies liegt zum einen daran, dass die Europäische Union im Bereich des Umwelt- und Verbraucherschutzes recht umfangreiche Kompetenzen besitzt. Zum anderen und vor allem hat das Parlament in diesem Bereich durch das Mitentscheidungsverfahren inzwischen weitreichende Befugnisse und ist neben dem Rat der Europäischen Union gleichberechtigt am EU-Rechtsetzungsverfahren beteiligt. Außerdem gewannen Umweltfragen in der Politik seit der Jahrtausendwende allgemein an Bedeutung, etwa durch das wachsende Bewusstsein für die globale Erwärmung. In der Legislaturperiode 2004–2009 wurde daher auch ein eigener Temporärer Ausschuss des Parlaments gebildet, der sich ausschließlich mit dem Klimawandel befasste; nach der Europawahl 2009 kehrte diese Zuständigkeit jedoch wieder in den Umweltausschuss zurück.
Im März 2023 wurde ein dem Ausschuss zugeordneter Unterausschuss für öffentliche Gesundheit eingerichtet.

## Ausschussvorsitz

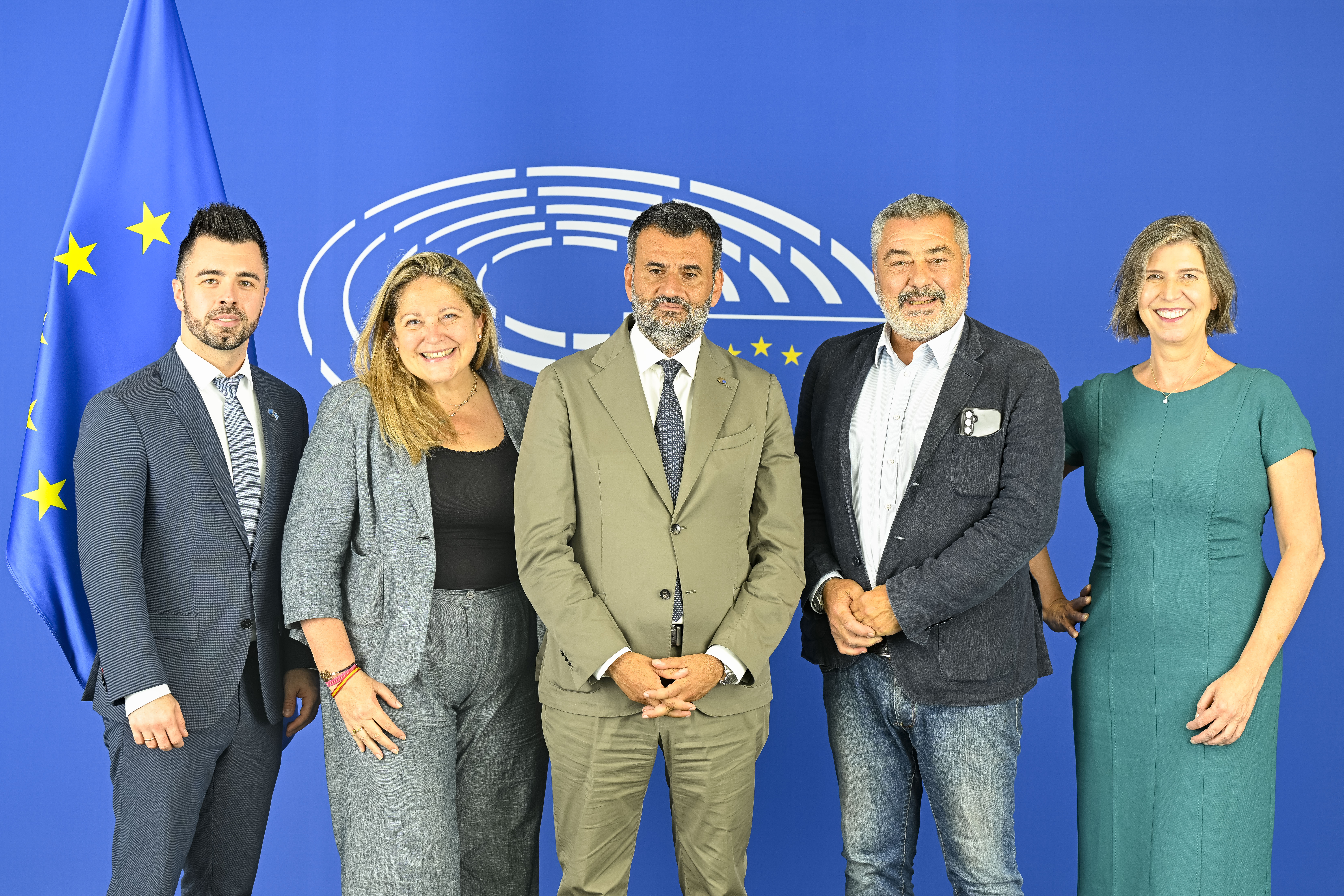
Ausschussvorsitzende der 10. Wahlperiode (2024–2029, v. l. n. r.): András Kulja, Esther Herranz, Antonio Decaro, Pietro Fiocchi und Anja Hazekamp

- Juli 1979–Juli 1984: Ken Collins (Labour/SOC)[2]
- Juli 1984–Juli 1989: Beate Weber (SPD/SOC)
- Juli 1989–Juli 1999: Ken Collins (Labour/SPE)[3]
- 1999–2004: Caroline Jackson (Conservative Party/EVP)
- 2004–2007: Karl-Heinz Florenz (CDU/EVP)
- 2007–2009: Miroslav Ouzký (ODS/EKR)
- 2009–2014: Jo Leinen (SPD/S&D)
- 2014–2019: Giovanni La Via (FI/EVP)
- 2019–2024: Pascal Canfin (LREM/RE)[4]
- Seit Juli 2024: Antonio Decaro (PD/S&D)[1]